# Christoph Drexler (Künstler)
Christoph Drexler (* 3. Oktober 1955 in Eichstätt, Oberbayern) ist ein deutscher Künstler. Christoph Drexler war und ist mit Ölgemälden, Zeichnungen und Grafiken in zahlreichen Ausstellungen im In- und Ausland vertreten und wurde vielfach für sein Werk ausgezeichnet. Bekannt ist der Künstler vor allem für seine aufs Wesentliche reduzierten Landschaften und Häuser mit großem Wiedererkennungswert.

## Leben
Drexler studierte von 1977 bis 1983 an der Akademie der Bildenden Künste München bei Prof. Horst Sauerbruch und erreichte einen Abschluss als Meisterschüler. Im Jahr 1979 erhielt er das Marschalk-von-Ostheim-Stipendium. Seit dem Jahr 1982 ist Drexler Mitglied der Münchener Secession.
Im Jahr 1983 erfolgte einen Förderankauf durch die Bayerische Akademie der Schönen Künste. Ein Jahr später erhielt er ein Jahresstipendium der Stadt München, 1994 das Postgraduiertenstipendium des Freistaates Bayern.
Den Kunstpreis der Erwin-von-Kreibig-Stiftung erhielt Drexler im Jahr 2002, gefolgt vom  Kunstpreis der Stadt Wertingen im Jahr 2005. Im Jahr 2007 wurde er Stadtmaler in Bremervörde. Zwei Jahre später erhielt Drexler das Wohn- und Arbeitsstipendium der Stadt Wertingen.
Christoph Drexler lebt und arbeitet in München.

## Schaffen
Christoph Drexler ist ein deutscher Kunstmaler, der 1955 in Eichstätt geboren wurde und in München lebt und arbeitet. Er hat an der Akademie der Bildenden Künste in München studiert und hat seit 1978 an zahlreichen Einzel- und Gruppenausstellungen im In- und Ausland teilgenommen. Neben der Ölmalerei beschäftigt er sich auch mit Zeichnung und Druckgrafik.

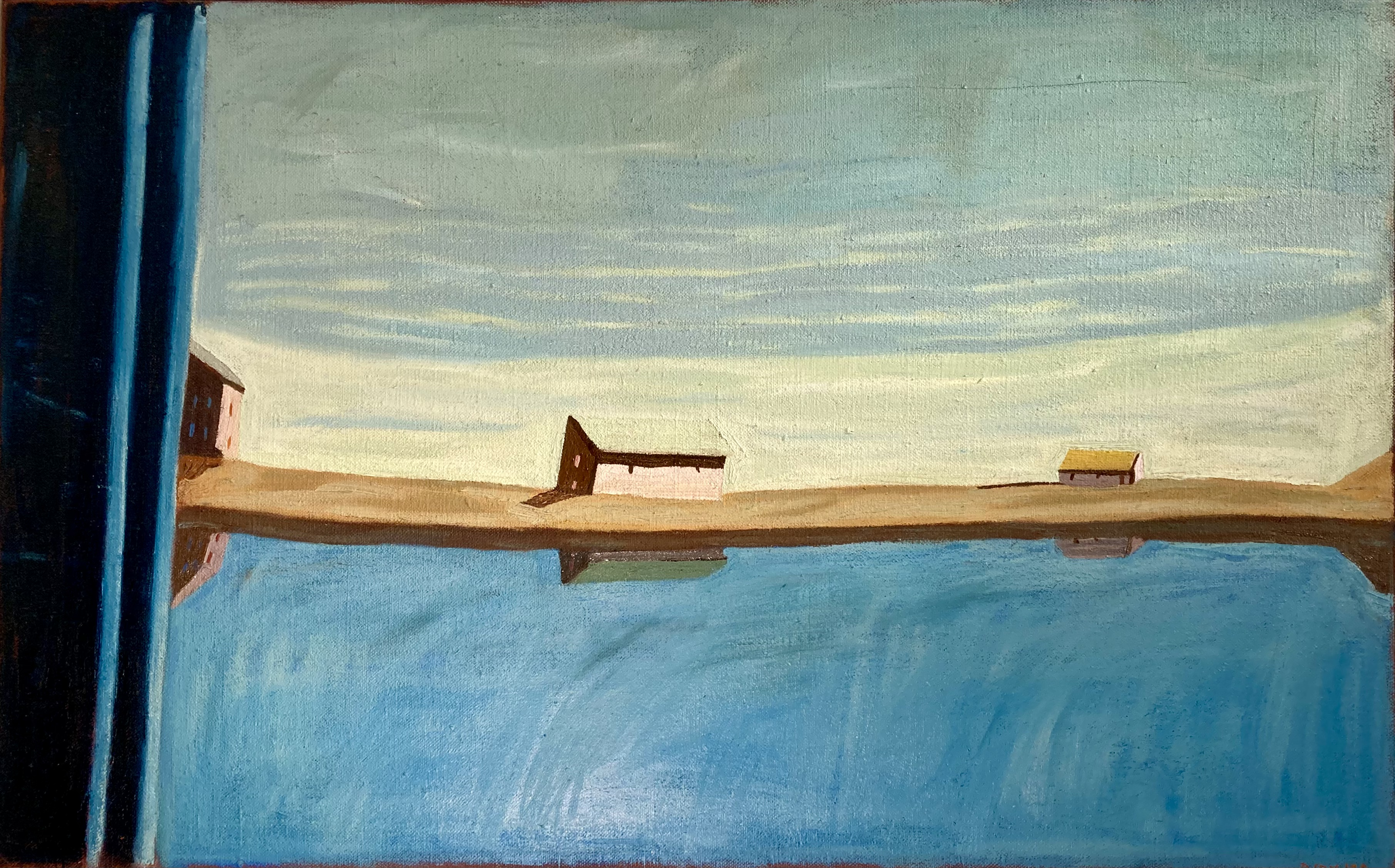
Drei Häuser am Ufer, 2021, Öl auf Leinwand, 50 × 80 cm

In seiner Kunst konzentriert sich Drexler auf Licht und Farbe in ihrem Zusammenhang mit Bildraum und Bildformen. Seine Landschaftsbilder sind geprägt von kräftigen Pinselstrichen in Öl auf Leinwand oder Karton. Die Welt in Drexlers Bildern hat ein klar überschaubares Inventar wie aus einer Kindheitserinnerung: den Himmel, einen Berg, eine Wiese, einen Baumstamm, ein ruhendes Boot auf einem See – und immer wieder: ein Haus, eine Hütte, eingebettet in eine weite Landschaft. Und tatsächlich speisen sich die Themen und Stimmungen aus frühen Landschaftseindrücken beim Besuch der Großeltern im Altmühltal. Obwohl die Szenen an den amerikanischen Künstler Edward Hopper erinnern, wirken sie weniger einsam. Die Landschaft steht für sich, ihre Weite ist eine Hommage an die Größe der Natur. Auffällig ist die konstante Abwesenheit des Menschen. Nur durch seine Bauwerke tritt er indirekt in Erscheinung und verschmilzt mit der Landschaft zu einem Ganzen. Dadurch korrespondiert alleine der Betrachter mit der archetypischen Einsamkeit der Motive. Seine Kunst kann als Stillleben gesehen werden, als ein Arrangement einfacher Gegenstände in einem kargen Umfeld, das nur noch die Idee einer Landschaft vermittelt.
In Christoph Drexlers Landschaftsbildern spielen Licht und Schatten eine wichtige Rolle bei der Erzeugung von Tiefe und Atmosphäre. Seine Gebäude und Landschaften werden durch das Spiel von Licht und Schatten in Szene gesetzt, wodurch sie fast dreidimensional wirken. Die Farben und die Intensität des Lichts erzeugen auch eine bestimmte Stimmung in jedem Bild. Die Häuser auf seinen Bildern stehen allein, aber sie wirken nicht bedrohlich. Sie sind Schutzorte und symbolisieren die Idee des Hauses als umhüllender und schützender Raum. Drexlers Bilder erinnern an die Architektur der Frührenaissance und zeigen eine Tiefenerstreckung in der Landschaft, wie es auch in den biblischen Fresken der Kirchen im 13. und 14. Jahrhundert zu sehen war. Obwohl Drexlers Bilder assoziativ in diese Richtung greifen, sind sie eigenständige Werke, die durch ihre Farbigkeit, Leere und Perspektive eine besondere Atmosphäre erzeugen. Drexler verzichtet auf optische Tiefe und Raumtiefe, was seine Bilder fast kulissenhaft wirken lässt. Seine Arbeiten tragen uns zurück in eine Zeit, in der die Bedeutung der Landschaft für die Seele erkannt wurde.

## Einzelausstellungen (Auswahl)
- 1982 Galerie Lanzenberg, Brüssel
- 1984 FIAC Paris, Galerie Lanzenberg
- 1998 Kunstverein Bad Aibling
- 2005 Kunstverein Erlangen
- 2006 Kunstverein Landshut
- 2010 Kulturverein Modern Studio, Freising
- 2013/2018 Alan Kluckow Fine Art, Sunningdale (UK)
- 2017 nah und fern, KunstHalle Cloppenburg
- 2019 Kunstverein Hof/Saale
- 2022 Museum „Das Jurahaus“, Eichstätt

## Gruppenausstellungen (Auswahl)
- 1980 Große Kunstausstellung, Haus der Kunst, München (regelmäßige Teilnahme)
- 1983 Art 14 Basel, Galerie Lanzenberg, Brüssel / FIAC Paris, Galerie Lanzenberg
- 1997 Aktuelle Kunst aus Bayern, Kunstmuseum Jinan, Kunstmuseum Shanghai / Nationalgalerie Peking
- 2001 Münchener Secession, Budapester Galerie, Budapest
- 2007 Percorsi paralleli, Deutsch-Italienisches Kulturwerk, Palazzo Albrizzi, Venedig
- 2009 Malerei ist immer abstrakt, Pinakothek der Moderne, München / Staatsgalerie Moderne Kunst, Augsburg
- 2010 Gesammelt/collected, Banque LBLux, Luxembourg
- 2011 Nel giardino incantato di Richard Seewald, Museo Communale d´Arte Moderna, Ascona
- 2012 Münchener Secession, Ortaköy Sanat Galerie, Istanbul
- 2015 Christmas mixed exhibition, Alan Kluckow Fine Art, Sunningdale (UK)
- 2021 Winter exhibition, Alan Kluckow Fine Art, Sunningdale (UK)

## Arbeiten in öffentlichen Sammlungen (Auswahl)
- Bayerische Akademie der Schönen Künste, München
- Bayerische Staatsgemäldesammlungen, München
- Fondazione Seewald, Ronco s/Ascona
- Kunstsammlung des Deutschen Bundestages, Berlin
- Museum moderner Kunst-Stiftung Wörlen, Passau
- Sammlung des Kunst- und Gewerbevereins Regensburg
- Sammlung von Metzler Courtesy Städel-Museum, Frankfurt/Main
- Staatliche Graphische Sammlung, München
- Stadt Bamberg / Bremervörde / Burghausen / Pfarrkirchen / Rosenheim
- Städtische Artothek, München
- Stadtmuseum Fürstenfeldbruck